# 台北交流道
25°04′41″N 121°30′55″E / 25.07806°N 121.51528°E
臺北交流道是臺灣國道一號的交流道，位於臺北市大同區、國道一號里程25.1公里，因連接重慶北路之緣故別稱重慶北路交流道，與圓山交流道（建國北路交流道）、內湖交流道（成功路交流道）同為臺北市區的三大交流道。
|          | 南下    | 25A 台北 | 士林 |
| 25B 台北 | 南下    | 台北市區 |      |
| 北上     | 25 台北 | 重慶北路 |      |

## 外部連結
- 國道一號台北交流道示意圖 （页面存档备份，存于）（交通部高速公路局）